# Saraswati (Gujarat)
Saraswati  és un riu del Gujarat, relativament petit però considerat sagrat. Neix al sud-oest de les muntanyes Aravalli prop de la capella d'Amba Bhawani, i corre en direcció sud-oest per uns 175 km passant prop de Palanpur, Radhanpur, i Baroda. després passa per l'antiga ciutat de Patan o Anhilvada, i per Sidhpur, fins a desaiguar al Rann de Kutch prop d'Anvarpur. A l'oest de Patan el seu curs desapareix per uns quilòmetres però reapareix després; porta poca aigua excepte durant les pluges. La població més sagrada és Sidhpur on es fan cerimònies en honor dels difunts.